# Khankarvend
Khankarvend (ryska: Ханкарвенд, azerbajdzjanska: Xan Qərvənd) är en ort i Azerbajdzjan.   Den ligger i distriktet Goranboj, i den centrala delen av landet, 250 km väster om huvudstaden Baku. Khankarvend ligger 145 meter över havet och antalet invånare är 3 837.
Terrängen runt Khankarvend är platt åt nordost, men åt sydväst är den kuperad. Närmaste större samhälle är Terter, 17,1 km söder om Khankarvend.
Trakten runt Khankarvend består till största delen av jordbruksmark. Runt Khankarvend är det ganska tätbefolkat, med 149 invånare per kvadratkilometer.